# روما (ترانه)
روما ترانه‌ای از خواننده پاپ ایرانی و سوئدی کامرون کارتیو است که در سال ۲۰۰۵ منتشر شد. متن این ترانه توسط وی و به زبان فراساخته نوشته شده‌است. او با این آهنگ در ملودی‌فستیوالن سال ۲۰۰۵ در سوئد درخشید و به نمایندگی این کشور در مسابقه آواز یوروویژن ۲۰۰۵ در کیف , اوکراین شرکت کرد.
علیرغم اینکه روما در ر مسابقه آواز یوروویژن ۲۰۰۵ موفق نبود، اما این آهنگ در بین مردم سوئد بسیار محبوب شد و در فهرست برترین‌های سوئد به رتبه چهارم رسید.

## لیست آهنگ‌ها
1. روما (۳:۰۰)
2. روما (نسخه توسعه یافته) (۳:۱۱)